# Надія (Сватівський район)
Наді́я — село в Україні, у Коломийчиській сільській громаді Сватівського району Луганської області. Населення — 25 осіб.

## Географічне розташування
Село розташоване на правому березі Балки Лозової. На південний схід від села розташована ботанічна пам'ятка природи «Надія».

## Історія
23 березня 2025 року село вдруге звільнено від російських окупантів силами 3-ї штурмової бригади: загальна площа звільнених від ворога територій склала 3 км². Тимчасова окупація Надії вартувала ворогу двох місяців зусиль і двох «стертих в нуль» механізованих полків — 752-го і 254-го 20-ї армії (зі складу 3-ї та 144-ї дивізій РФ відповідно).

## Населення

### Мова
Розподіл населення за рідною мовою за даними перепису 2001 року:
| Мова       | Кількість | Відсоток |
| ---------- | --------- | -------- |
| українська | 24        | 96 %     |
| російська  | 1         | 4 %      |
| Всього:    | 25        | 100 %    |

## Відома особа
Уродженець села:
- Конопля Василь Федорович (1915—1943) — радянський військовий.